# 陳謙文
陳謙文（1985年3月9日—），台灣男演員。入伍前曾參加中華電信MOD之星歌唱比賽，2009年組成偶像團體MODS  ，2012年退伍後演出多部戲劇。

## 電視劇
| 上映時間 | 上映平台   | 劇名                            | 角色         |
| -------- | ---------- | ------------------------------- | ------------ |
| 2010年   | 公視       | 那年，雨不停國                  | 高團員(客串) |
| 2012年   | 民視       | 風水世家                        | 徐永嘉       |
| 2014年   | 大愛電視台 | 歡喜做頭家                      | 王崇安       |
| 2014年   | 大愛電視台 | 牽你的手走愛的路                | 林守謙       |
| 2014年   | 民視       | 廉政英雄 第二十四單元：無毒有我 | 蘇健全       |
| 2015年   | 民視       | 星座愛情獅子女                  | 高敬華       |
| 2015年   | 民視       | 嫁妝                            | 詹孝安       |
| 2015年   | 大愛電視台 | 幸福在我家                      | 葉家榮       |
| 2015年   | 大愛電視台 | 最美的雲彩                      | 陳葉蒼憲     |
| 2016年   | 民視       | 春花望露                        | 李有土       |
| 2016年   | 民視       | 阿不拉的三個女人                | 游平山       |
| 2018年   | 民視       | 微笑。淚                        | 阿智         |
| 2018年   | TVBS歡樂台 | 女兵日記系列                    | 郭松齡       |
| 2018年   | TVBS歡樂台 | 初戀的情人                      | 王啓明       |
| 2019年   | 大愛電視台 | 菜頭梗的滋味                    | 洪宏勝       |
| 2019年   | 三立台灣台 | 天之蕉子                        | 張瑞坤       |
| 2019年   | 公視       | 苦力                            | 林文祺       |
| 2021年   | 三立台灣台 | 天之驕女                        | 張子翔高孝安 |
| 2022年   | 台視       | 美麗人生                        | 蔡家和       |
| 2022年   | TVBS歡樂台 | 機智校園生活-青春向前衝         | 鍾守勤       |
| 2022年   | 中視       | 台灣X檔案                       | 王銘凱       |
| 2023年   | 三立台灣台 | 天道                            | 武一霖       |
| 2024年   | 三立台灣台 | 願望                            | 高家翔       |
| 2025年   | 三立台灣台 | 百味人生                        | 高志捷       |

## 舞台劇
- 藥水
- 新北市藝術嘉年華 音樂歌舞劇『聽見夏天的風』

## 公益演唱會
- 《給孩子一個家‧圓一個讀書的夢》 公益演唱會
- 河岸留言《2019 無限 Infinity》演唱會

## 音樂作品
- 2009年 MODS同名專輯
- 諾亞方舟的秘密單曲
- 台北松山機場代言單曲
- 2016年《是金是土》民視戲劇《阿不拉的三個女人》插曲
- 2017年2月6日《甜蜜蜜》與黃聖萊、王晴合唱單曲
- 2018年 微笑的力量 關於寂寞單曲
- 2019年 《永遠甲你牽》 三立台灣台戲劇《天之蕉子》插曲
- 2019年《Be My love》單曲
- 2020年 TVBS防疫多點愛  微笑的力量
- 2022年《雙雙對對》 台視八點檔《美麗人生》片頭主題曲/插曲
- 2022年《流浪的心》
- 2023年《情歌若響》 [8]
- 2024年《相愛有影》 [9]

## 主持節目
- 民視《特色校園我最讚》
- 民視四季台《一起來運動》
- 人間衛視《全新食代》
- 民視《快樂來運動》
- 三立都會台《來吧玩客》